# April H. Foley
April H. Foley (1947–) az Amerikai Egyesült Államok budapesti nagykövete volt 2006-2009 között.
George Herbert Walkert követte a nagyköveti poszton. 2006. július 5-én tette le hivatali esküjét Condoleezza Rice amerikai külügyminiszter előtt. 2006. augusztus 10-én érkezett Magyarországra és 2006. augusztus 18-án adta át megbízólevelét Sólyom Lászlónak, a Magyar Köztársaság elnökének. Nagyköveti megbízatása 2009. április 7-én lejárt. Utódja Eleni Tsakopoulos Kounalakis.
Foley nagyköveti kinevezése előtt az amerikai Export-Import Bank első számú alelnöke, korábban a bank igazgatótanácsának tagja volt. Tizenhét évig a PepsiCo felsővezetőjeként dolgozott a stratégiai tervezés, pénzügyi menedzsment, valamint a vállalatfelvásárlás és összevonás területein. Ezt megelőzően a Pfizernél és a Reader’s Digestnél állt alkalmazásban.
Hivatali munkái mellett jelentős jótékonysági feladatokat is ellátott. Társelnöke volt a Smith College anyagi támogatását ösztönző kampány Speciális Adományok Bizottságának. Tagja volt a vitás ügyek megoldásával foglalkozó CPR Intézet (CPR Institute for Dispute Resolution) igazgatótanácsának. A United Way észak-westchesteri tagozatának elnökeként szolgált. A New York állambeli Westchester és Putnam megyei Alexis de Tocqueville Társaság elnökeként és a családon belüli erőszak áldozatait támogató Friends of the Northern Westchester Shelter társelnökeként is tevékenykedett.
A Smith Főiskolán szerzett BA, és a Harvard Egyetemen MBA diplomát.
Özvegy, három gyermek, Catherine, Giff és James édesanyja.